# 藤原はづき
藤原 はづき（ふじわら はづき）は、アニメ『おジャ魔女どれみ』シリーズの登場人物である魔女見習いの少女で、MAHO堂に所属する「おジャ魔女」の一人。担当声優は秋谷智子。

## プロフィール
- 1991年（平成3年）2月14日生まれ、みずがめ座のA型。
- 父親は映画監督の藤原明、母親はインテリアコーディネーターの藤原麗子。家には、お世話係の市川小雪（ばあや）が住み込んでいる。母方の祖父と祖母もいる。
- ソナチネ幼稚園⇒美空市立美空第一小学校3年2組⇒4年2組⇒5年2組⇒6年2組⇒私立カレン女学院（音楽科ヴァイオリン専攻）中等部⇒高等部⇒パリ国立高等音楽院へ進学。
- 魔女見習い服はオレンジ。お付きの妖精は「レレ」。ヴァイオリンの音がするポロンを使っている。魔法の呪文は「パイパイポンポイ プワプワプー」。マジカルステージでは「パイパイポンポイ しなやかに」。ロイヤルパトレーヌの時は｢パイパイパトレーヌ｣。
- ホウキに乗って空を飛ぶ時、彼女とおんぷは横向きに座る[注 1]。
- ハナちゃんの乳児時代の架空の父親役である。しかし、当人は母親役がよかったと言っている[1][注 2]。

## 人物
どれみの幼馴染。大きなオレンジ色のリボンでポニーテールにしている、MAHO堂のメンバーで唯一眼鏡をかけている。眼鏡を外した姿は稀にしか出てこなかったが、これといって変わった作画はなされていない。また、場面に応じて眼鏡そのものにコミカルな作画が与えられることはよくあった。一人称は「私」。どれみとは対照的な性格で、おっとりとしている。少しとぼけた一面もあるが、些細なことで頑固なところも見せる。ストーリーが始まった時点で既にどれみの親友だった。どれみが魔法を使うところを見てしまい、どれみが魔女ガエルになるのを防ぐため、どれみと一緒に魔法修行をすることとなった。魔女を目指すに当たっての動機は「自分の意見をしっかり言える勇気が欲しい」。第2期まではクリーム色のチョッキに橙色のプリーツスカートを着用、髪と瞳は茶色。
魔女見習いとしてもしっかり者ではあったが、一度友人を思うがゆえに禁呪を使ったため、魔法を10日間だけ使用禁止になったことがあった。ハナちゃんの一件以後も、FLAT4（特にフジオ）を苦手にしている。
優等生で、振る舞いはおしとやかであり、周囲が慌てふためく中で冷静に行動できる子である。しかし、オバケが大嫌いなため怪談話や肝試し、呪いの森の不気味な雰囲気などでパニックになったり、キャラクターが崩壊することが多い。カエルも苦手としており、鳴き声を聞いただけて慌てふためくほど。怖さのあまり我を失い、運動能力が高いあいこを投げ飛ばし、クラスを崩壊させてしまったこともある。この崩壊した状態では、ももこに勝るとも劣らない「ウケケケケケケケ…」というような独特の奇妙な笑い声を発することがある。第4期第1話でハナちゃんの魔力によりMAHO堂が変わった時、驚きのあまりももこの首を締めている。ヴァイオリン・日本舞踊・バレエなど数多くの習い事をこなしている。
お嬢様育ちであるがゆえか笑いのツボが異なっており、例えばSOSトリオや第1期第19話に登場したパパイヤ兄弟の寒いギャグに周囲が引いているのにもかかわらず、彼女だけは大笑いしていた。また、ばあやから教わっていたナポレオンズの「あったまぐるぐる」のような頭部回転マジックを、魔女界の忘年会の時に披露して女王様を驚かせたことがある。どれみに対して「諦めが肝心よ」と言い放つなど、まれに本音をそのまま言ってしまうことがある。第1期第36話の眠らないといけない場面で枕が違ってなかなか寝られなかったが、あいこの蹴りによりなんとか気絶することで眠れた。女子プロレスの試合をときどき観戦しており、キャンディ伊藤の引退を聞いた時には涙を流していた。
かつては水泳を習っていたこともある。裁縫が得意で、ハナちゃんによだれかけや、手作りのサンタ服をプレゼントしたこともある。同学年の矢田まさるとは幼馴染で両想いだが、二人とも不器用なため、恋人らしいおつきあいには至っていない。幼い頃にまさるからもらった鳩笛を、今も大切に持っている。
幼稚園の時にどれみと大喧嘩をしたことがあり、仲直りのときにどれみと共に『赤とんぼ』を演奏したことからバイオリンが好きになる。また、第2期第19話でもどれみと喧嘩になったが、その後2人を除く3人のマジカルステージにより、5年前の幼稚園の時の仲直りを見て、再び仲直りができた。一時は「どれみと別れたくない」と美空中への進学を考えるも、ヴァイオリニストを目指す気持ちに気付き、実績のある名門校カレン女学院への入学を決意する。小学5年生になりMAHO堂がSWEET HOUSE MAHO堂となるまでは料理は苦手で、SWEET HOUSE MAHO堂に変わった当初は卵を割ることさえもできなかったが、特訓により卵をきれいに割ることができるようになった。好きなスイーツはシフォンケーキ。フリフリの洋服を着るのは嫌だが、人に着せるのは大好き。また、小学校卒業後（おジャ魔女一度目の卒業後）は、母親に対しても自分の意見をはっきり言えるようになった。
「おジャ魔女戦隊マジョレンジャー」ではマジョオレンジを演じた。横川信子作の小説やマンガでははづき博士を演じている（容姿はお茶の水博士に似ている）。人の足元くらいの大きさの忠犬どれみを改造してビルの高さのどれみロボへ変身できるようにした。
さらに時々占い師に変身し、「美空町の父」を自称して美空町の公園近くの路地にふぢはら堂というお店を一時的に開業することがある。今までに、長谷部たけしと宮本まさはるの悩みを解決した。手相を見てもらえるが、いつも暇なようで、無料で見てもらえる。
ハムスターが好きで、第3期第2話でハムスターに変身した時は「キャーキャー」と喜んでいた。さらに、第4期第3話ではハムスターに変身したどれみたちでお手玉もしていた。
どれみとは中学生になってからも毎週土曜日に会っていた。
第1期第32話での次回予告では体操服の名前が「はずき」と誤記されていたが、第33話の本編では「はづき」に修正されている。
第6期では、ヴァイオリンに専念するため他の習い事をすべて辞めている。まさるとの仲も続いてはいるが校則のため二人きりでデートすることが許されず、いつもばあやや母親に付き添われることに対し不満を漏らしていた。
第6期第4巻第6章で起きた事件により、藤原家は破産に追い込まれる。そのため、ヴァイオリニストの道もあきらめかけたが、小学校3・4年の担任でカレン女学院の先輩でもあった関先生の助言でカレン女学院へは奨学金制度により通学を継続した。また、破産の代償として、それまで住んでいた邸宅を借金の返済のため売却したころでマンション暮らしになった他、藤原家の負担を減らすために親戚のいる長万部に引っ越すことに決めたばあやと別れることになるなど、それまでとは生活が一変することになった。
高校卒業後はフランスの音楽学校へ留学しており、同じくフランスでパティシエの専門学校に通っているももことは交流が続いている。